# Manoir du Plessis-Rebours
Le manoir du Plessis-Rebours est un manoir de Ménéac, dans le Morbihan.

## Localisation
Le manoir est situé au lieu-dit Plessis-Rebours, à environ 3 km à vol d'oiseau ouest-nord-ouest du centre-bourg de Ménéac, environ 2,7 km sud-sud-ouest du bourg de Gomené et 3,5 km à l'est du bourg de Coëtlogon.

## Histoire
Le manoir est commandé au début du XVe siècle (années 1410 ou 1420). La chapelle est construite, à l'écart, à la fin du XVe siècle ou au début du XVIe siècle. Quelques modifications sont intervenues au XVIIe siècle, sans qu'elles n'altèrent l'organisation ni l'esthétique générale du lieu.
Le manoir appartient successivement aux familles Rebours, La Bouère, Forestier, Botdéru, Fournas, Plessis, Sainsy et Pompery.
Les communs sud-ouest, le four et le puits ont disparu à une époque indéterminée.
L'ensemble manorial (logis, logis-porte, colombier, façades et toitures des communs, emprise au sol de ces éléments bâtis formant une cour) et la chapelle sont inscrits au titre des monuments historiques par arrêté du 8 septembre 2006.

## Architecture
Le manoir est organisé autour d'une cour centrale trapézoïdale : le logis prend place au nord, le logis-porte et le colombier au sud, les communs, le logis du métayer, le puits et le four forment les deux autres côtés.
La chapelle est dédiée à Notre-Dame-de-Toute-Aide. Celle-ci conserve une statue de Notre-Dame-du-Pas, un rocher proche semblant porter des empreintes de pas, dont on dit qu'ils auraient été formés par la Vierge fuyant l'Égypte.